# Lethal Weapon (игра)
Lethal Weapon (рус. «Смертельное оружие») — компьютерная игра в жанре экшн, разработанная британскими компаниями Eurocom и Ocean Software для платформ Amiga, Atari ST, Commodore 64, DOS, Game Boy, NES и SNES. Релиз Lethal Weapon состоялся 31 декабря 1992 года. Игра базируется на сюжете фильма Смертельное оружие 3.

## Игровой процесс
Версии игры, выпущенные для домашних компьютеров и SNES фактически идентичны. Игроку предоставляются на выбор два героя (Мартин Риггс и Роджер Мэрто) для прохождения пяти миссий. В них предстоит спасти Лео Гетса, обезвредить бомбу в торговом центре, остановить контрабандистов и предотвратить подрыв канализационной системы города. Заключительная миссия сосредотачивается на преследовании Джека Трэвиса, главного злодея фильма Смертельного оружие 3.
Издание для NES и Game Boy схожи по геймплею и сюжету, однако отличаются низкой графикой и музыкальным сопровождением.